# Antonella Salvucci
Pour les articles homonymes, voir Antonella et Salvucci.
Antonella Salvucci, née le 18 décembre 1981 à Civitavecchia dans la Ville métropolitaine de Rome Capitale, est une actrice et présentatrice italienne.

## Filmographie

### Comme actrice
- 2001 : Il giuoco dei sensi (vidéo)
- 2002 : Piccolo manuale di strategia e tattica militare (court métrage)
- 2003 : Red Riding Hood : Maria, l'amoureuse des dentistes
- 2005 : L'educazione sentimentale di Eugénie (it) : Madame Saint-Ange, la sœur de Mirvel
- 2005 : The Torturer
- 2006 : L'Ami de la famille : la présentatrice
- 2006 : Crazy Blood : Ragazza dark
- 2008 : La rabbia : la secrétaire du producteur
- 2009 : Night of the Sinner : la mère du jeune prince
- 2009 : Moana (téléfilm) : Ramba
- 2011 : 5 (Cinque) : Margherita
- 2011 : Bloody Sin : la fille nazi
- 2013 : Midway - Tra la vita e la morte : Veronica
- 2014 : Se il mondo intorno crepa - If the world dies (court métrage)
- 2015 : Dante's Project (vidéo) : la narratrice
- 2015 : Tutto in una Notte (court métrage)
- 2015 : Dark Waves : The Sin
- 2015-2016 : Enforcer TV Series (mini-série) (4 épisodes)
- 2016 : Milano in the Cage : Simona, l'ex-épouse
- 2017 : Feel the Dead (série télévisée) : Ramona (6 épisodes)
- 2018 : The Music Box : Eva
- 2018 : Mission Possible : Nanny Zina
- 2018 : Frank and Ava : Claudia
- 2019 : False Affairs : la danseuse rituelle #2

### Comme scénariste
- 2016 : Enforcer TV Series (mini-série) (1 episode)